# Punzonadora CNC
El punzonado en punzonadoras de CNC es una operación mecánica automatizada con la cual mediante herramientas especiales (punzones) aptas para el corte se consigue realizar agujeros en chapas (separar una parte metálica de otra obteniéndose una figura determinada).
Los elementos básicos (juego) para realizar un agujero en una chapa son
- Punzón
- Pisador (o separador)
- Matriz

Para poder realizar el agujero de una forma y unas dimensiones determinadas estos elementos debe tener la misma forma.

## Tipos
Actualmente en el mercado podríamos clasificar las punzonadoras CNC en dos tipos en función del tipo utillaje que utilicen.
- Las punzonadoras de torreta: tienen un doble tambor (torreta superior e inferior) donde van alojados los utillajes de punzonado. El utillaje se compone de un contenedor (porta-punzón) que va montado en la torreta superior y que consta de una guía, un muelle, el punzón y el pisador. En la torreta inferior se montará la matriz. Esta torreta girará en función del programa para ir seleccionando los utillajes necesarios para realizar la pieza.
- Las monopunzón: el segundo tipo de punzonadora tienen un almacén de utillaje. La punzonadora irá cogiendo y dejando los utillajes de ese almacén. Cada una de las posiciones del almacén dispone de un casete donde están montados el punzón, el separador, la matriz y un anillo de orientación.

## Ciclo de punzonado
El ciclo de punzonado es muy similar en ambos tipos de punzonadora con la premisa de que la chapa debe estar siempre entre el punzón y la matriz.
- Punzonadora de torreta: en una punzonadora de torreta la punzonadora hará girar la torreta y situará el utillaje justo debajo del martillo de la máquina. A partir de ese momento el martillo descenderá empujando al porta-punzón. El pisador contactará con la chapa presionando y sujetando la chapa manteniéndola plana contra la matriz. El martillo seguirá bajando, comprimiendo los muelles del porta-punzón y haciendo descender al punzón. El punzón iniciará la penetración en la chapa produciendo una pequeña curvatura en la misma alrededor del filo cortante del punzón y de la matriz. Seguidamente se iniciará una fase de corte que posteriormente se convertirá en unas fracturas en la chapa tanto en la parte superior como inferior debido al arranque del material. Cuando coincidan las fracturas anteriores, el retal correspondiente al agujero quedará suelto de la chapa. El martillo seguirá bajando hasta su límite inferior para facilitar la caída del retal. A continuación el martillo subirá y los muelles del contenedor extraerán el punzón de la chapa mientras el pisador mantiene la chapa completamente plana.
- Punzonadora monopunzón: la punzonadora deberá dejar el punzón situado debajo del martillo en su lugar del almacén e ir a buscar el utillaje deseado. La diferencia principal en el ciclo de punzonado es que el separador no presiona la chapa mientras el punzón está agujereando la chapa pero se mantiene a muy poca distancia de la superficie superior de la chapa. Otra diferencia es que es el propio martillo el que estira el punzón para sacarlo de la chapa. El separador actúa reteniendo la chapa cuando ésta tiende a subir junto con el punzón.

## Componentes del punzonado en máquinas de control numérico
Breve descripción de los componentes fundamentales de los actuales sistemas de punzonado CNC.

### Sistemas de control CNC
Actualmente las máquinas-herramientas de control numérico (MHCN), emplean como método de trabajo la modalidad CNC exclusivamente. Sin embargo, existen en el entorno de la máquina herramienta referencias continuas a la "tecnología CN".

#### Unidad de entrada-salida de datos
La entrada y salida de datos en los equipos de CNC se puede realizar de varias formas.
- Panel de control: la aparición del CNC ha hecho posible la introducción de datos de una manera más cómoda mediante el uso de otros periféricos conectados al CN. Uno de ellos es el panel de control que han incorporado la mayor parte de los CN modernos. Este panel de control lleva incorporado un teclado y una serie de selectores y pulsadores que abarcan todas las informaciones codificadas necesarias para la programación. Este panel se emplea para realizar modificaciones. sobre los programas introducidos previamente en memoria, para programar a pie de máquina y para controlar y verificar el funcionamiento de la máquina-herramienta. Básicamente, en la programación a pie de' máquina se trata de introducir el programa a través de un teclado funcional incorporado en el equipo o conectado al mismo de modo que su uso pueda ser compartido por varios CN. El inconveniente que presenta la programación a pie de máquina es que se consume tiempo-máquina en el tecleo (entre 20 y 30 minutos normalmente) y que se suelen producir errores. Tales inconvenientes han quedado solucionados en parte por la posibilidad de que disfrutan los CN modernos de introducción de programas mientras la máquina está trabajando (modo "background") y la de detección automática de errores de sintaxis y geométricos en los datos. La interacción que permite el uso del teclado del panel de control permite la fácil corrección de programas, la introducción de correctores de herramientas, su uso en trabajos normalmente reservados a máquinas convencionales con alto grado de interactividad hombre-máquina (matricería) y el control total de la máquina desde un puesto centralizado. Como inconvenientes principales de la programación a pie de. máquina se encuentran el que todavía debe disponerse de documentos en papel con el programa, en un ambiente de taller poco propicio para su manejo y la limitación de memoria de los CN, que requiere la carga y descarga de programas en producción de series cortas, por saturación de su capacidad de almacenamiento.
- Comunicación con ordenador externo: consiste en la transmisión y recepción de programas entre un ordenador externo y el Control Numérico de una o varias máquinas-herramienta. La comunicación se realiza a través de un cable de conexión usando, normalmente, la norma RS-232C, de modo que el desarrollo y almacenamiento de los programas se efectúa utilizando los recursos del ordenador más aptos que los del CN. Este tipo de técnica conocida con el nombre de Control Numérico Directo (CND, o ONC en inglés) permite no solo la carga y descarga de programas de una manera mucho más rápida y fiable que los métodos anteriores, sino que, además, permite la gestión de las MHCN desde un puesto no situado en taller, para realizar labores de control y gestión de datos de producción de varias máquinas, la edición y corrección de programas en un teclado. más ergonómico que el del CN y la conexión de sistemas de diseño y generación automática de programas de mecanizado (CAO/CAM). El impacto que provoca el uso de ordenadores externos a la propia máquina ha sido un paso fundamental hacia la fábrica del futuro, con el objetivo de conseguir una planificación de la fabricación automatizada. El coste de un sistema DNC dependerá del tipo de ordenador externo utilizado y del número de máquinas que deseen conectarse. La configuración típica necesita: un ordenador personal tipo PC compatible, una impresora, el programa de comunicaciones y el cable de conexión.

#### Unidades de memoria fija (ROM) y volátil (RAM)
La unidad de memoria fija o ROM (Read Only Mernory, memoria de solo lectura) incluida en los CN, tiene como función almacenar las instrucciones, funciones y subprogramadas registrados por el fabricante y que no deben ser modificados para el uso de la máquina. Como su nombre indica, es una memoria de datos que solo puede leerse y no modificarse por el usuario o por la máquina.

#### Microprocesadores
El microprocesador o Unidad Central de Proceso (CPU) es el encargado del control de los elementos que componen la máquina en función del programa que ejecuta,
Básicamente, accede a las instrucciones del programa, las decodifica y ejecuta las acciones especificadas, Entre sus funciones están también las de calcular todas las operaciones aritmético-lógicas que precise, de lo cual se encarga la Unidad Aritmético Lógica (.ALU).

#### Visualizadores de datos
Son monitores que permiten que el operador controle la marcha de la programación o del proceso de mecanizado, además de conocer el estado de la máquina a través de los mensajes que aparecen en el mismo.

#### Unidad de enlace con la máquina
El CN está enlazado con la máquina-herramienta a través de los órganos de mando y control sobre los motores que accionan los órganos móviles (husillos de los carros y mesas) para que su movimiento se ajuste a lo programado.
Otro tipo de enlaces son los que se establecen con el armario eléctrico de la máquina-herramienta para controlar la velocidad del husillo, el cambio de herramientas y otras funciones como la marcha-parada, la conexión del refrigerante, etc.

### Bastidor
Estructura rígida de la máquina donde se apoyan el resto de componentes.

### Mesa
Sobre ella se desliza la chapa sobre la que se va a efectuar el punzonado. Anteriormente el posicionamiento de las piezas se realizaba de manera manual mediante el uso de topes, ahora las mesas consiguen de forma automática las operaciones previas como marcadas, punteado o posicionamiento. Los materiales son sujetados por pinzas y empujados por medio de un carro a cada una de las posiciones fijadas por el control.

### Carro portamordazas
Sujetan la chapa. Tiene movimiento longitudinal y transversal.

### Centro de punzonado
Portaherramientas fijo montado sobre una torre circular giratoria. Unos cilindros neumáticos oprimen la chapa contra la mesa antes de la operación.

## Protocolos de interacción con la punzonadora CNC

### Control numérico Paso a Paso
La forma de interactuar con la punzonadora se basa en un sistema de preguntas (punzonadora) y respuestas (operario) a través del monitor y el teclado de programación que tiene la máquina.
El control de la máquina tiene una serie de funciones preestablecidas o ciclos de trabajo ya determinados, donde al presionar una determinada función la máquina va solicitando que le indiquen el valor de los parámetros que necesita para realizar la operación seleccionada, de esta forma se va acotando el programa y se detiene completamente el proceso de conformado.

### Procesos CAD/CAM
El software para punzonado CAD-CAM es una poderosa herramienta que permite generar eficientes programas optimizando el aprovechamiento del material y el tiempo de funcionamiento de la máquina.
Este tipo de software tiene una simplicidad máxima de operación con lo que no son necesarios conocimientos de programación CNC (código ISO). La interfaz del usuario es intuitiva y sencillo de usar.
Permiten emplear comandos CAD, para diseñar y procesar de forma sencilla y rápidamente los componentes en el programa, no se pueden importar los proyectos desde los sistemas de CAD archivos estándar de intercambio, tales como DXF, DWG, etc.
El tiempo del proceso desde el diseño inicial hasta el programa CN se reduce muchísimo.
- Datos: Q6093281